# Jivina (district de Mladá Boleslav)
Pour les articles homonymes, voir Jivina.
Jivina (en allemand : Jiwina) est une commune du district de Mladá Boleslav, dans la région de Bohême-Centrale, en République tchèque. Sa population s'élevait à 485 habitants en 2020.

## Géographie
Jivina se trouve à 3,5 km au nord-ouest de Mnichovo Hradiště, à 16 km au nord-nord-est de Mladá Boleslav et à 64 km au nord-est de Prague.
La commune est limitée par Neveklovice au nord, par Mohelnice nad Jizerou et Mnichovo Hradiště à l'est, par Klášter Hradiště nad Jizerou au sud et au sud-ouest, et par Horní Bukovina et Mukařov à l'ouest.

## Histoire
La première mention écrite de la localité date de 1400.

## Transports
Par la route, Jivina se trouve à 5,5 km de Mnichovo Hradiště, à 23 km de Mladá Boleslav et à 79 km du centre de Prague.